# 粟野村 (岐阜県)
粟野村（あわのむら）は、かつて岐阜県山県郡に存在した村である。
現在の岐阜市北部。粟野、粟野東、粟野西などが該当する。

## 歴史
- 江戸時代中期、粟野村はは東粟野村（大垣藩領）と西粟野村（高富藩領）に分立する。
- 江戸時代末期、東粟野村、西粟野村は高富藩領であった。
- 1875年（明治8年） - 東粟野村と西粟野村が合併し、粟野村になる。
- 1889年（明治22年）7月1日 - 町村制により粟野村発足。
- 1897年（明治30年）4月1日[2] - 粟野村は方県郡から山県郡に編入される。
- 1897年（明治30年）4月1日 - 岩崎村、三田洞村と合併し、岩野田村発足。同日粟野村は廃止。